# 自由人、会社人〜トップの横顔〜
自由人、会社人〜トップの横顔〜（じゆうじん かいしゃじん とっぷのよこがお）は、瀬戸内海放送（KSB）で放送しているミニトーク番組である。大塚製薬の一社提供。

## 概要
放送時間は毎週日曜11:45 - 11:50。年末年始は休止となるが「全日本大学駅伝」や「全国高等学校野球選手権」などのスポーツ中継では中断区間中なので通常通り放送されている。2016年の番組編成で、土曜17:25 - 17:30に時間変更された。
岡山・香川の地元企業の社長が自身の体験やプライベートな一面を紹介し、今後の抱負を語るもの。番組最後に社長の似顔絵入り提灯をプレゼントする。

## 出演者
- ナビゲーター - 本庄里恵子　KSBアナウンサー時代にも、2008年12月まで担当。
- ゲスト - 岡山・香川の地元企業の社長

過去のナビゲーター
何れも当時のKSBアナウンサー。　　　　　　
- 岡薫（2009年1月-）
- 田嶌万友香

## その他
西日本放送に番組内容が酷似した「ルック」という番組がある（日曜11:40- 11:55に放送されている。)